# کوین اسمیت (بازیکن فوتبال، زاده ۱۹۸۷)
کوین اسمیت (انگلیسی: Kevin Smith؛ زادهٔ ۲۰ مارس ۱۹۸۷) بازیکن فوتبال اهل بریتانیا است.
از باشگاه‌هایی که در آن بازی کرده است می‌توان به باشگاه فوتبال نوتس کانتی، باشگاه فوتبال کویین آف ساوت، باشگاه فوتبال دامبرتون، باشگاه فوتبال ورکسام، باشگاه فوتبال داندی یونایتد، باشگاه فوتبال ریت روورز، باشگاه فوتبال ساندرلند، باشگاه فوتبال لیدز یونایتد، و باشگاه فوتبال داندی اشاره کرد.